# 圣乔治路 (巴黎)
圣乔治路（Rue Saint-Georges）是法国巴黎的一条街道，位于巴黎第九区，始于普罗旺斯路，止于洛雷特圣母院路（圣乔治广场），长446米。附近设有两个地铁站：圣乔治站和洛雷特圣母院站。

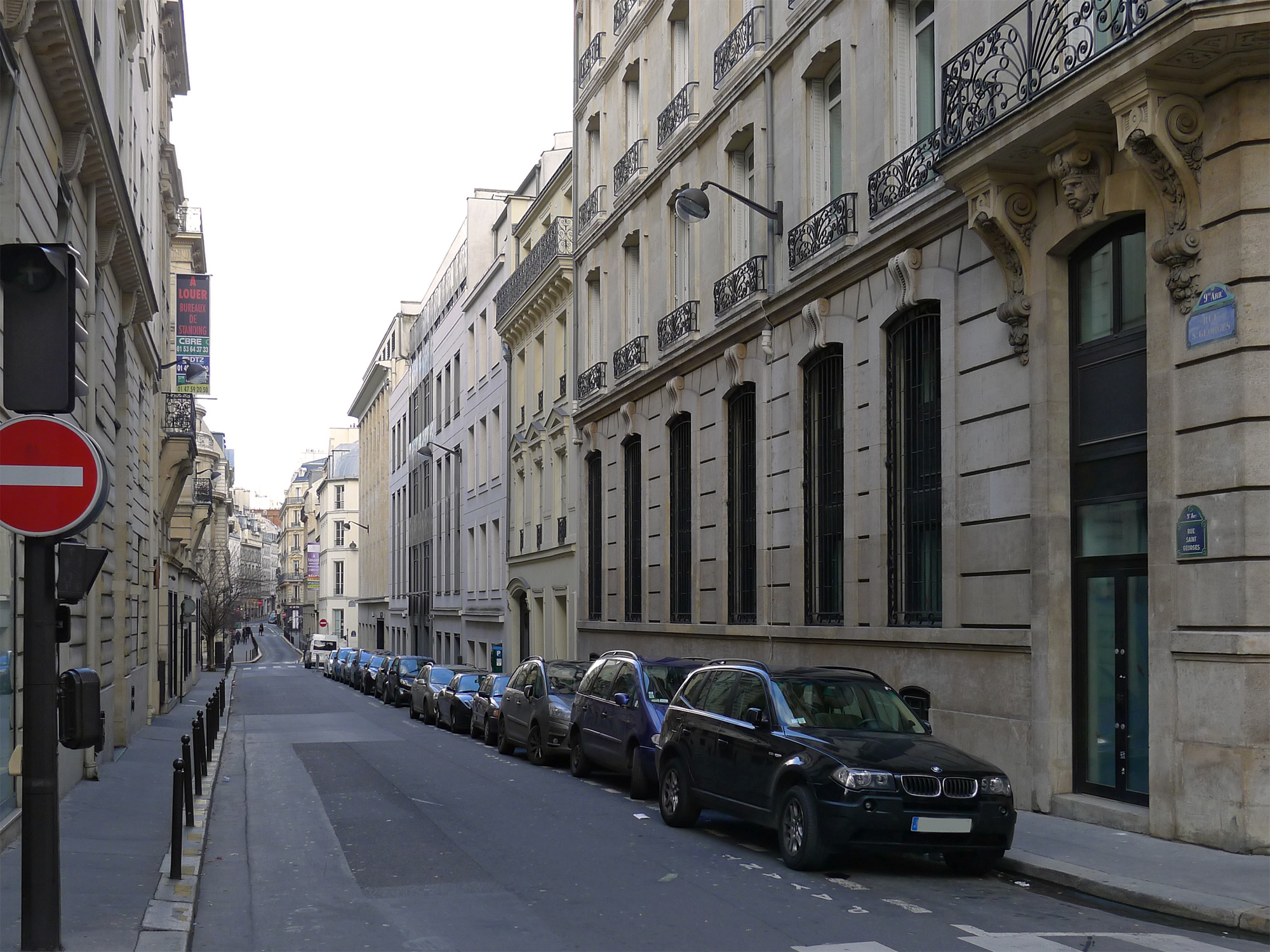
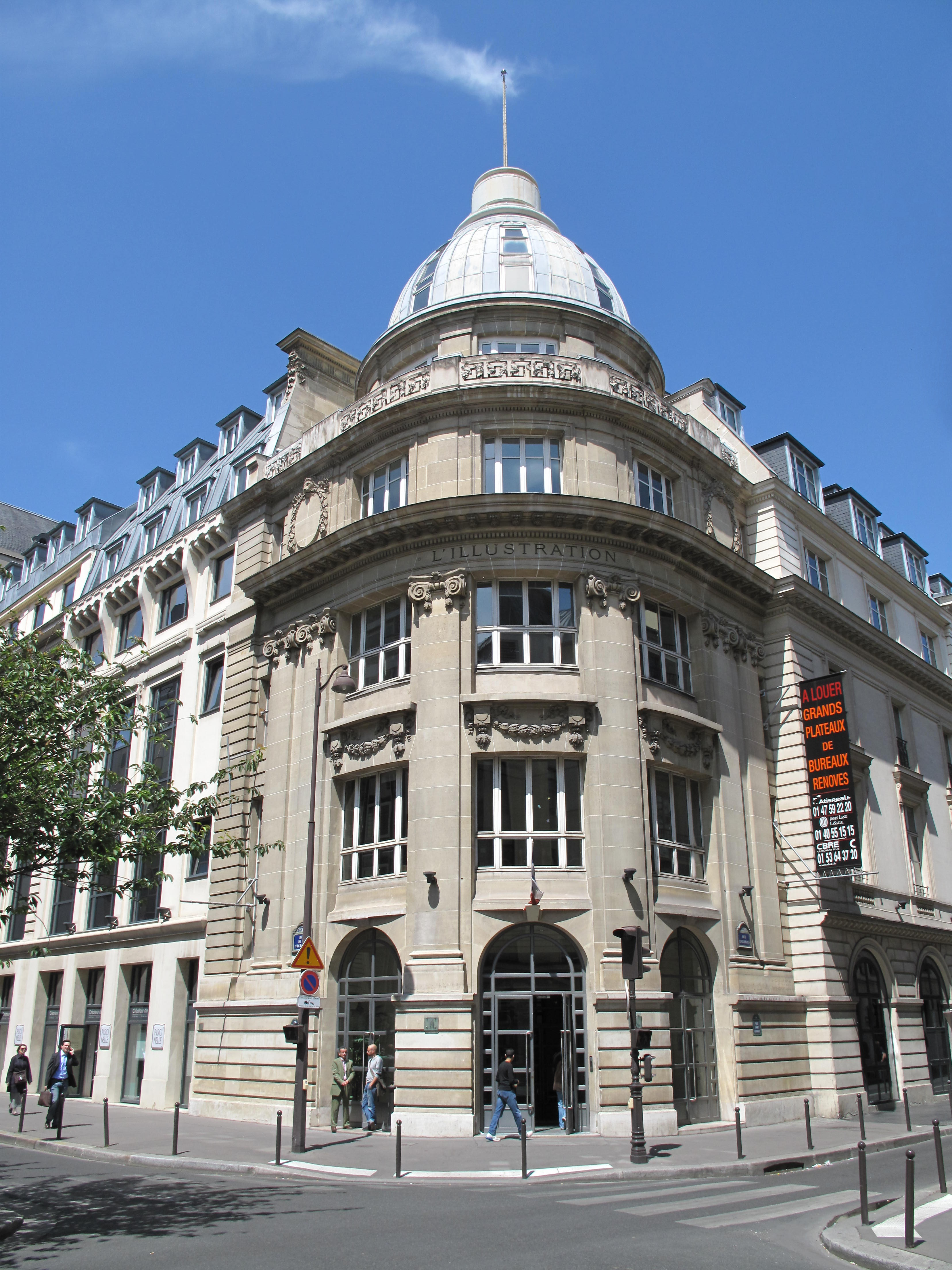
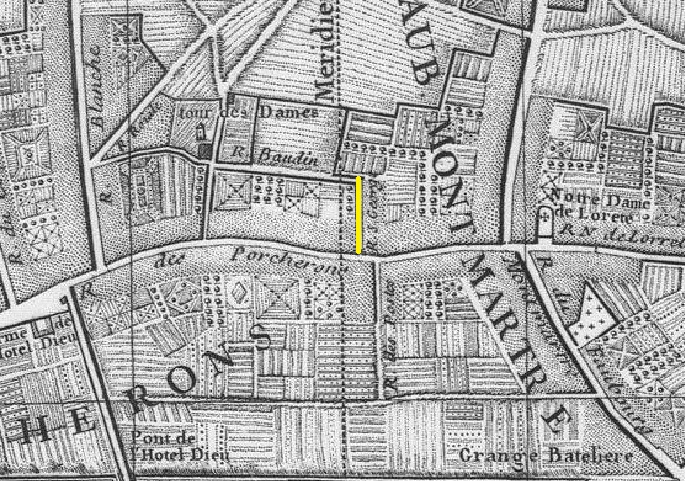
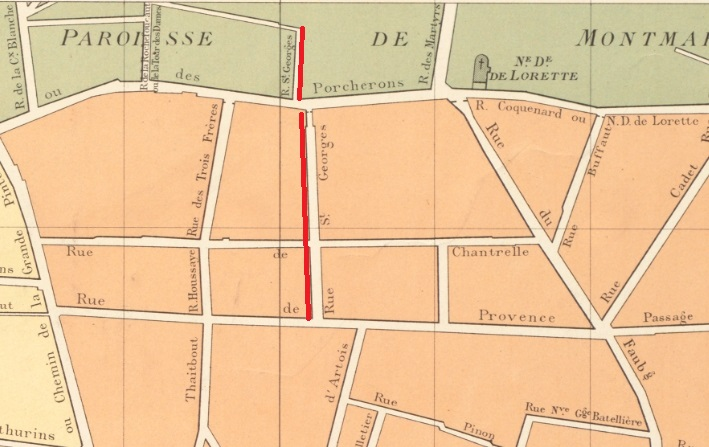

## 地点
- 35号:画家雷诺阿故居
- 43号:作家龚古尔故居
- 48-50号:阿道夫·萨克斯故居
- 51号:导演弗朗索瓦·特吕弗在此拍摄《地下铁》。.